# George Wootten

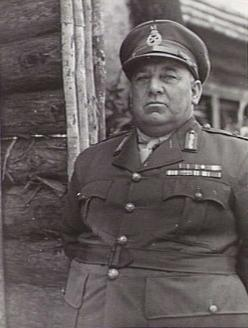
Generalmajor George Wootten

Generalmajor Sir George Frederick Wootten KBE, CB, DSO & Bar, ED (* 1. Mai 1893 in Marrickville, New South Wales; † 31. März 1970 in Concord, New South Wales), war ein Soldat der  Australischen Armee, Beamter, rechtspolitischer Aktivist und Rechtsanwalt.

## Karriere
George Wootten wurde während des Zweiten Weltkriegs zum Generalmajor befördert. General Douglas MacArthur beschrieb ihn als den besten Soldaten in der Australischen Armee, der es in sich hatte, den höchsten Rang zu erreichen ("The best soldier in the Australian Army who had it in him to reach the highest position"). 
Er war unter anderem für sein kräftige Statur bekannt: Nachdem er 1930 das Rauchen aufgegeben hatte, nahm er bis 1941 auf bis auf 127 Kilogramm zu, obwohl er nur 1,75 m groß war.